# 完顏永成
完顏永成（13世纪1154年后—1204年），原名完顏允成，女真名完顏鶴野（婁室），为金朝皇子，金世宗完顏雍的第九子。

## 生平
博學善文，被父親喜愛。大定七年（1167年），以他為沈王，以太學博士王彥潛為師。十一年（1171年），進封豳王。十六年（1176年），為秘書監。同年二月，其妻王妃徒单氏因通奸被处死。次年，世襲山東東路把魯古猛安，判大睦親府事。二十年（1180年），為翰林學士承旨。二十三年（1183年），為定武軍節度使，改判廣寧府。二十五年（1185年），奉命留守中都，判吏部尚書、開府儀同三司、御史大夫。二十九年（1189年），金章宗即位，以叔父為吳王，判真定府事。明昌元年（1190年），改為山東西路猛安。二年（1191年），為兗王。因為率領軍民圍獵，解任。三年（1192年），改為判太原府事，七年（1196年），改為判太原府事，為豫王。自號樂善居士，有文集傳世。諡號文獻。

## 母
梁昭仪，大定二十八年（1188年）九月，梁昭仪和元妃李氏、贤妃石抹氏、德妃徒单氏和柔妃大氏都陪葬于坤厚陵。

## 延伸阅读
[在维基数据编辑]
 《金史/卷85》，出自脱脱《遼史》

## 传記資料
- 《金史》